# قصر أساقفة كراكوف في كيلسي

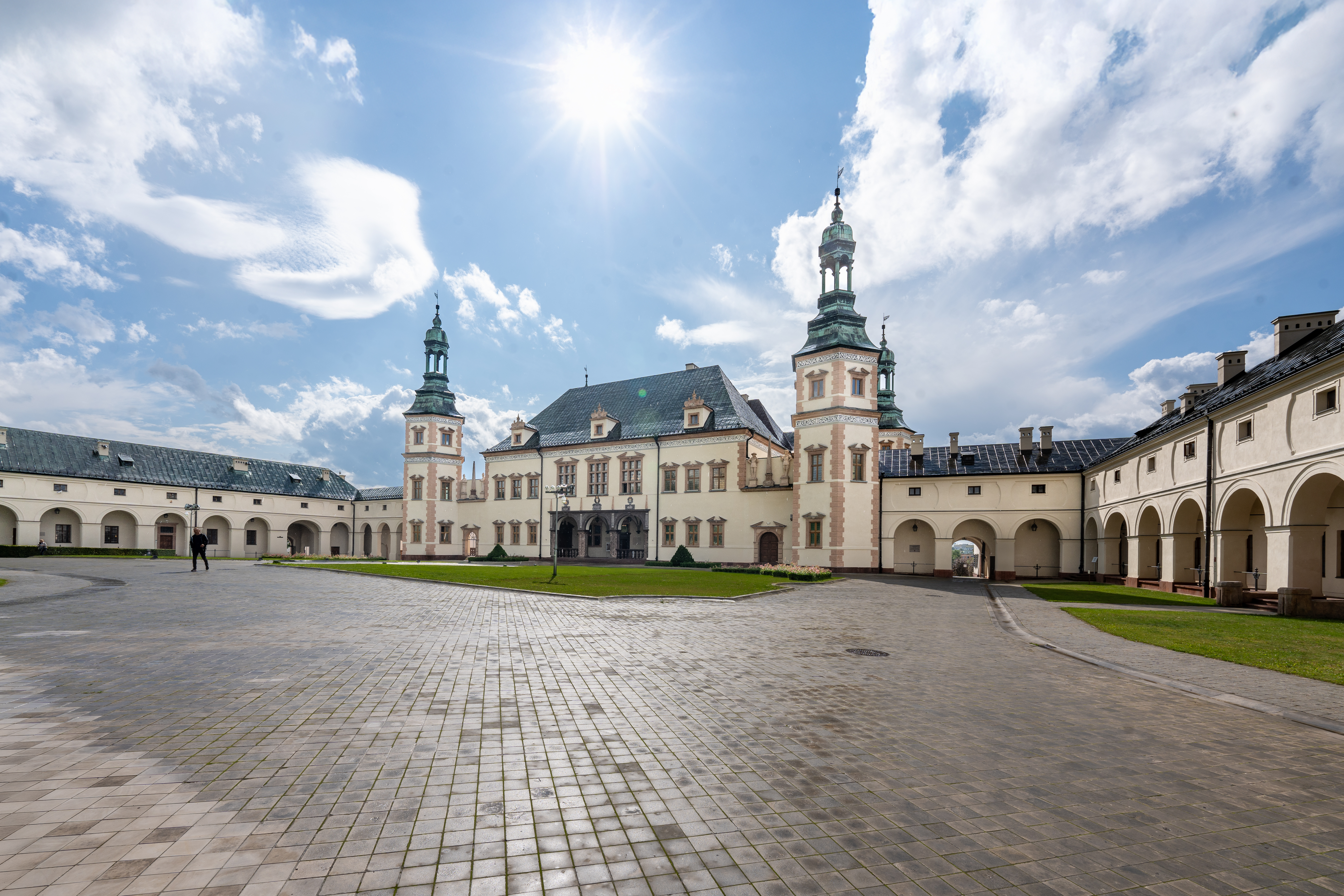
قصر أساقفة كراكوف في كيلسي.

قصر أساقفة كراكوف في كيلسي (بالبولنديّة: Pałac Biskupów Krakowskich w Kielcach) هو قصر تم بناؤه في القرن السابع عشر كمقر صيفي لأساقفة كراكوف في مدينة كيلسي في بولندا. الهندسة المعمارية للقصر تشكل خليط فريد من العمارة البولندية والتقاليد الإيطالية وتعكس الطموحات السياسية لمؤسسها. حاليًا يضم القصر فرع من المتحف الوطني مع معرض هام من اللوحات البولندية.

## وصلات خارجية
- (بالبولندية) National Museum in Kielce
- (بالبولندية) Article with photo gallery